# Remembering the Kanji
A Remembering the Kanji James W. Heisig 3 részből álló könyvsorozata, mely a 3000 leggyakrabban használt japán írásjegy (kandzsi) elsajátítását segíti elő a japán nyelvtanulók számára. A sorozat több nyelven is megjelent, világszerte több mint 100 000 darabot adtak el belőle, az első két rész magyarul is elérhető, Megjegyezhető Kandzsik címmel, Rácz Zoltán közreműködésével készült. Emellett a japán szótagírások (hiragana, katakana) elsajátítását segítő könyve is megjelent, Remembering the Kana néven. Szintén James Heisig által, a Remembering the Simplified Hanzi és Remembering the Traditional Hanzi, amelyek a kínai nyelv 3000 leggyakrabban használt (egyszerűsített és hagyományos) írásjegyeit tanítja.

## Remebering the Kanji 1
Remembering the Kanji 1 (teljes cím: Remembering the Kanji 1: A Complete Course on How Not To Forget the Meaning and Writing of Japanese Characters) az első könyv James Heisig Remembering the Kanji sorozatában. Az első kiadás 1977-ben jelent meg, amit több bővített és javított kiadás követett. A legutóbbi, hatodik kiadás 2011-ben jelent meg. A változások és javítások teljes listája elérhető a könyv hivatalos honlapján.
Az első kötet 2200 kandzsit tartalmaz, és magába foglalja a legtöbb dzsójó kandzsit. A könyv csak a kandzsik jelentésével és írásával foglalkozik, teljesen elhanyagolva az olvasatukat. Heisig a második kötetében (Remembering the Kanji 2) foglalkozik evvel, mivel úgy véli az a leghatásosabb módszer, ha ezeket (a kandzsik jelentése és olvasata) egymástól elkülönítve sajátítják el a nyelvtanulók.

### A könyv felépítése
Heisig a kandzsik alkotóelemei (gyökök) helyett azok alapelemeire helyezi a hangsúlyt, amelyekhez jelentést párosít, legtöbbször az eredetihez ragaszkodva, viszont néha eltér azoktól, a „kreatív memóriánk” hatékonyabb felszanálása miatt. Ezeket az elemeket 4 osztályba sorolja: alapelemek, amelyek nem kandzsik; kandzsik amelyek gyakran más kandzsik elemeiként jelennek meg; kandzsik amelyek jelentése megváltozik ha egy másik kandzsi elemeként jelennek meg; kandzsik amelyek formája megváltozik ha egy másik kandzsi elemeként jelennek meg. Minden kandzsihoz egy kulcsszó tartozik, ami az alap- vagy egyik alapjelentése annak. Ezek után a kettőt kombinálva, az alapelemek jelentése és a kandzsikhoz tartozó kulcsszó, a cél egy olyan kép alkotása ezekből a fogalmakból amely valamilyen módon ingerli az agyat (undor, meghökkentés, szórakoztatás), evvel elősegítve azt, hogy minél jobban megmaradjon az ember memóriájában. Amivel nem csak a könyvben szereplő kandzsik megjegyzésre ad lehetőséget, hanem általánosságban a kandzsik elsajátítására tanítja meg a könyv olvasóját. A legtöbb kandzsi tanulási sorrenddel ellentétben (dszójó rendszer, kandzsik gyakorisága szerinti rendszer) a könyvben megjelenített kandzsik sorrendjét, azok összetettsége szerint rendszerezi a már megtanult alapelemek és kandzsikat felhasználva.

### Megjegyezhető Kandzsik
Megjegyezhető Kandzsik 1 (teljes cím: Megjegyezhető kandzsik, Kézikönyv a japán írásjegyek jelentésének és írásmódjának megjegyzéséhez) az angol könyv magyar változata, 2011-ben jelent meg, Rácz Zoltán közreműködésével. A könyv nem az angol változat fordítása hanem teljes átdolgozás, amelyben a japán nyelvhez és kifejezésekhez rendel magyar megfelelőket. Mivel a kandzsikhoz rendelt angol történetek legtöbbje nem minden esetben érthető mögöttes tudás nélkül, ezért a magyar, átdolgozott kiadásban, a történetek egy része a magyar nyelvhez lett igazítva, megtartva az eredeti könyv stílusát.

### A könyv megírásának története
James Heisig, eddigi munkássága során, jártasságot szerzett a kutatóközpontok működésében, ezért meghívták a Nanzani Egyetemre, hogy segítsen létrehozni egy intézményt, ami alkalmas a keleti és a nyugati vallások, emellett filozófiák közti dialógus létrehozására. A hosszútávú együttműködés feltétele az volt, hogy 5 éven belül elsajátítja a japán nyelv egészét akadémiai szinten. Heisig jelezte az egyetem felé, hogy nem szeretne hagyományos nyelvórákat venni, mivel az eddigiekben sem így sajátította el a nyelveket. Tanulmányai kezdeti szakaszában rájött arra, hogy az írott nyelvre kell koncentrálnia, ha sikeres önálló nyelvtanuló akar lenni. Első jelentős áttörést számára a japán nyelv tanulásában Léon Wieger, Chinese Characters című könyve jelentette. A könyv alapján Heisig alapelemeire bontotta a kandzsikat, emellett jelentéssel látta el őket, és figyelmen kívül hagyta azok olvasatát. A módszeréről naplót vezetett és egy hónap után a japán iskolarendszer akkori kandzsi lista egészét (1875 kandzsi) elsajátította. Az egyetem többi japán nyelv tanulója is tudomást szerzett erről, akikkel megosztotta módszerét. Az egyetem tanárai, amikor megtudták ezt, magukhoz hívták, hogy teszteljék kandzsi tudását. A tanárok, miután Heisig minden kérdésükre helyesen válaszolt, arra a következtetésre jutottak, hogy fotografikus memóriája van és ez hosszú távon nem alkalmas a kandzsik megjegyzésére, emellett más diákok, akik a módszerét használják, nem lesznek képesek ezt reprodukálni – ezért azt tanácsolták neki, hogy hagyja abba a módszere terjesztését, és kezdjen el nyelvórákra járni. Heisig továbbra sem látogatta a nyelvórákat, ezért a Nanzani Egyetem rektora behívatta, ahol Heisig továbbra is azt állította, hogy egy hónap alatt tanulta meg az összes listán lévő kandzsit és nem rendelkezik fotografikus memóriával. Három órán keresztül tesztelték a japán irodalom szak tanárai, miután itt is minden kandzsit hiba nélkül leírt, a rektor arra utasította, hogy hagyjon félbe mindent és írjon egy könyvet a saját tanulási módszeréről. Ezután az első 600 darabot a Nanzani Egyetem adta ki.

## Remembering the Kanji 2
Remembering the Kanji 2 (teljes cím: Remembering the Kanji 2, A Systematic Guide to Reading Japanese Characters), a második könyv James Heisig Remebering the Kanji sorozatában. Az első kiadás 1987-ben jelent meg, amit további négy követett. A legutóbbi 2012-ben jelent meg.
A könyv, a sorozat első részére (Remebering the kanji 1) épít, a megtanult kandzsik jelentése és írása után, azok olavasatát tanítja. Az első könyvtől eltérően Heisig “kreatív memória” koncepciója nem kerül felhasználásra. A kandzsik meghatározott sorrendje sem fontos, a tananyag úgy jelenik meg, hogy a könyvet használó akár az előre meghatározott sorrend, akár saját maga által felállított sorrend szerint tud haladni. A könyv főként a kínai olvasatokra koncentrál és minden kandzsihoz két irásjegyből álló példát hoz fel.
Magyar nyelvű változata, Megjegyezhető kandzsik 2 (teljes címe: Megjegyezhető kandzsik, Második kötet. Útmutató a japán írásjegyek olvasataihoz) 2018-ban jelent meg, az első kötet fordítója és átdolgozója, Rácz Zoltán közreműködésével.

## Remebering the Kanji 3
Remembering the Kanji 3 (teljes cím: Remembering the Kanji 3: Writing and Reading Japanese Characters for Upper-Level Proficiency) a harmadik, és legutolsó könyv James Heisig Remembering the Kanji sorozatában. Az első kiadás 1994-ben jelent meg, Tanya Sienko társszerző közreműködésével. A legújabb, harmadik kiadás 2013-ban jelent meg.
Az első két kötet (Remebering the Kanji 1,2) 2200 kandzsiját 800 újabb írásjeggyel bővíti, ezzel a sorozat által elsajáítható kandzsik száma 3000-re nő. A könyv az első két részben felhasznált módszereket alkalmazza itt is, két részre oszlik a könyv, az első részben a kandzsik jelentése is írásmódja található, a másodikban pedig azok kínai olvasata. Az itt található kandzsik a dzsójó listán túli, a japán nyelvben leggyakrabban előforduló kandzsikat tartalmazza.

## További könyvek a „Remembering the...” sorozatban

### Remebering the Kana
Remebering the Kana (teljes cím: Remembering the Kana, A Guide to Reading and Writing the Japanese Syllabaries in 3 Hours Each) egy kiegészítő könyv a Remebering the Kanji sorozathoz, amely a japán szótagírásokat (hiragana, katakana) tanítja. A legtöbb hiraganához és katakanához tartozik egy rövid leírás ami segít azok megjegyzésében, viszont néhány katakanát a már megtanult hiraganák egyszerűsített formájaként tanítja, tartalmazza hogyan kell írni őket, vonássorendet követve, hasonlóan ahhoz ahogy a japán iskolában tanítják őket. Az egyes hiraganák vagy katakanák mellett, szintén fel van tüntetve a kandzsi amiből az adott karakter ered. Emellett példákat hoz fel, olyan szavakra, amelyek csak azokat a hiraganákat és katakanákat tartalmazzák amit már előtte bemutatott a könyv. A kiejtés elsajátítását, hasonló hangzású angol szavak felsorolásával segíti.

### Remembering the Hanzi
Remebering the Simplified Hanzi 1,2 (teljes cím: Remembering Simplified Hanzi 1, How Not to Forget the Meaning and Writing of Chinese Characters; Remembering Simplified Hanzi 2, How Not to Forget the Meaning and Writing of Chinese Characters) és Remembering the Traditional Hanzi 1,2 (teljes cím: Remembering Traditional Hanzi 1, How Not to Forget the Meaning and Writing of Chinese Characters; Remembering Traditional Hanzi 2, How Not to Forget the Meaning and Writing of Chinese Characters); James Heisig és Timothy Richardson közös könyvei, amelyek a kínai nyelv 3000 leggyakrabban használt írásjegyeit tanítja. A könyvek tanítási módszere többnyire megegyezik, az eredeti Remembering the Kanji 1 című könyvben használt módszerhez – minden írásjegyhez tartozik egy történet ami megkönnyíti a han-cek megjegyzését, emellett tartalmazza a vonássorrendjét. Mind két rész 1500-1500 han-cet tartalmaz, viszont egyik kötet sem foglalkozik az olvasatukkal, vagy avval, hogy hogyan kombinálhatóak, a han-cek, új szavak megalkotásához.

## Magyarul
- Megjegyezhető kandzsik; ford., átdolg. Rácz Zoltán; Shirokuma, Bp., 2011–
  - 1. Kézikönyv a japán írásjegyek jelentésének és írásmódjának megjegyzéséhez; 2011
  - 2. Útmutató a japán írásjegyek olvasataihoz; 2019